# Tulipánová éra

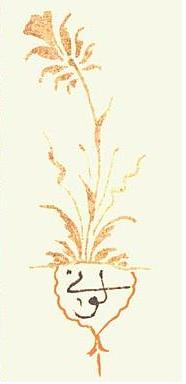
Miniatura od Abdulcelila Levniho

Tulipánová éra (osmanskou turečtinou:لاله دورى, turecky: Lâle Devri) je období osmanské historie, které se datuje od uzavření Požarevackého míru dne 21. července 1718 až po vzpouru Patrony Halila dne 28. září 1730. Jednalo se o relativně mírumilovné období, kdy se Osmanská říše začala více podobat Evropě.
Název tohoto období je odvozen od posedlosti tulipány, které byly velmi oblíbené u osmanského dvora. Pěstování tulipánů se poté stalo symbolem a tradicí. Tulipánová éra ilustruje konflikty, které přinesla kultura raného novověku a byla společnou hmotnou symbolikou. Během tohoto období si elitní a prvotřídní společnost Osmanské říše nesmírně zálibila tulipány, které byly chloubou šlechty.

## Vzestup a růst

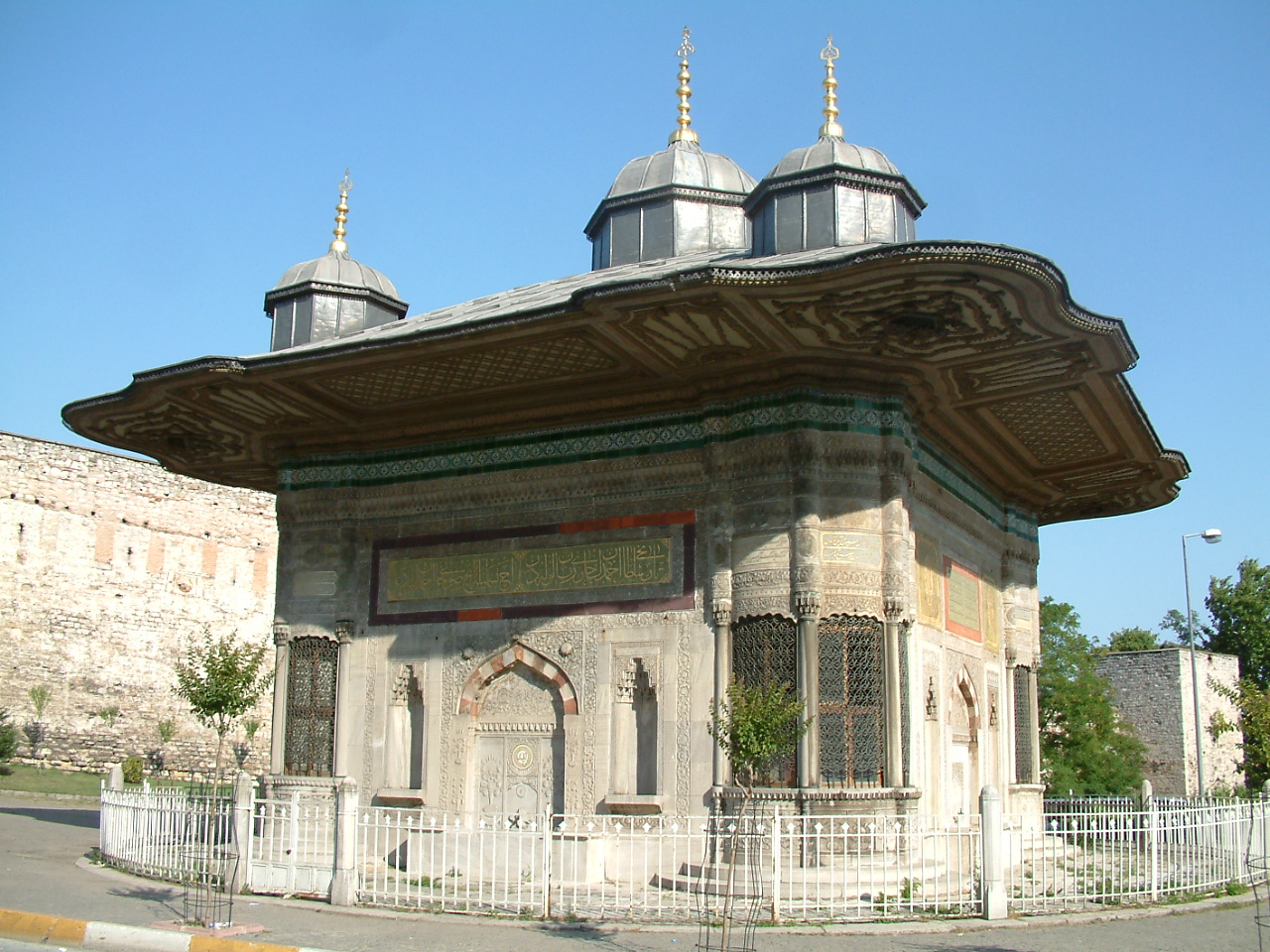
Fontána Ahmeda III.

Pod vedením zetě sultána Ahmeda III. (vláda 1703–1730), velkovezíra Nevşehirli Damat Ibrahima Paši, se Osmanská říše pustila do nových opatření a programů, díky kterým ve 20. letech 18. století byl zahájen tisk v osmanském jazyce a byl silně podporován obchod a průmysl.
Velkovezír se zabýval zlepšením obchodních vztahů a zvyšováním obchodních příjmů, což vysvětluje i návrat do zahrad, kde byly komerčně pěstovány tulipány. Sám velkovezír velmi miloval cibulky tulipánů a propagoval je mezi ostatními členy dvora. Začal si vážit různobarevnosti tulipánů a oslavoval jejich sezónnost.
Vášeň pro tulipány se projevovala i v oblékání. V Istanbulu bylo možné najít tulipány nejen na květinových trzích, ale vyráběly se i plastiky a textil se vzory. Tulipánové cibulky rostly hlavně u domů elitní komunity a v jejich zahradách.
Tulipán je mytickým symbolem a lze jej najít jak v palácích, tak i na oděvech, což udržovalo vzpomínku na sociální minulost. Na tulipán lze pohlížet jako na romantický pomník připomínající křehkost tehdejší bohaté a despotické vlády.

## Kultura
Tulipánová éra se projevovala v umění, kultuře i architektuře. Hlavní zásah do architektury a dekorování byl i vliv evropského baroka. Klasickým příkladem je fontána Ahmeda III. u paláce Topkapi v Istanbulu. Architektonický styl je typický splynutím klasických islámských elementů spolu s barokními prvky, čímž je v Osmanské říši charakteristické celé 18. století.
Tulipán se často zmiňoval i v poezii a jako motiv maleb. Dodnes je v Turecku tulipán považován jako symbol perfekcionismu a krásy. Například Turkish Airlines dekorují trupy letadel malbami tulipánů.

## Významné osobnosti
- Nevşehirli Damat Ibrahim Paša (1718–1730),velkovezír a zeť sultána Ahmeda III., místo nějž de facto v tomto období vládl
- Vrchní admirál Mustafa Paša, zeť velkovezíra a pěstitel 44 nových druhů tulipánů
- Ibrahim Muteferrika, muž maďarského původu, který založil první tiskárnu v osmanském jazyce, která se stala rovněž symbolikou této doby
- Nedim, básník, který změnil osmanskou poezii zpochybněním tradičního kánonu prostřednictvím klasického formátu
- Abdulcelil Levni, vynikající malíř miniatur, který svou práci započal v Edirne a vypracoval se až do Istanbulu, kde studoval malbu a stal se dvorním malířem

## Anti-tulipánová etapa
Ceny tulipánů rostly již ke konci 17. století a dosáhly vrcholu v letech 1726–1727, těsně před zásahem státu. To odráželo poptávku po nafouknuté ceně cibulek, čehož nejvíce zneužívaly elitní palácové zahrady.
Tulipánová mánie demonstrovala státní moc, která mohla regulovat ekonomiku zvedáním cen cibulek. Dvořané v té době sepsali petici, ve které žádali regulaci vysokých cen pro všechny prodejce. To vedlo k vydávání soupisů květin a ceníků soudu v Istanbulu k vymáhání.